# Echiniscus jagodici
Echiniscus jagodici är en djurart som tillhör fylumet trögkrypare, och som beskrevs av Mihelcic 1951. Echiniscus jagodici ingår i släktet Echiniscus och familjen Echiniscidae. Inga underarter finns listade i Catalogue of Life.